# Ghiacciaio Pashuk

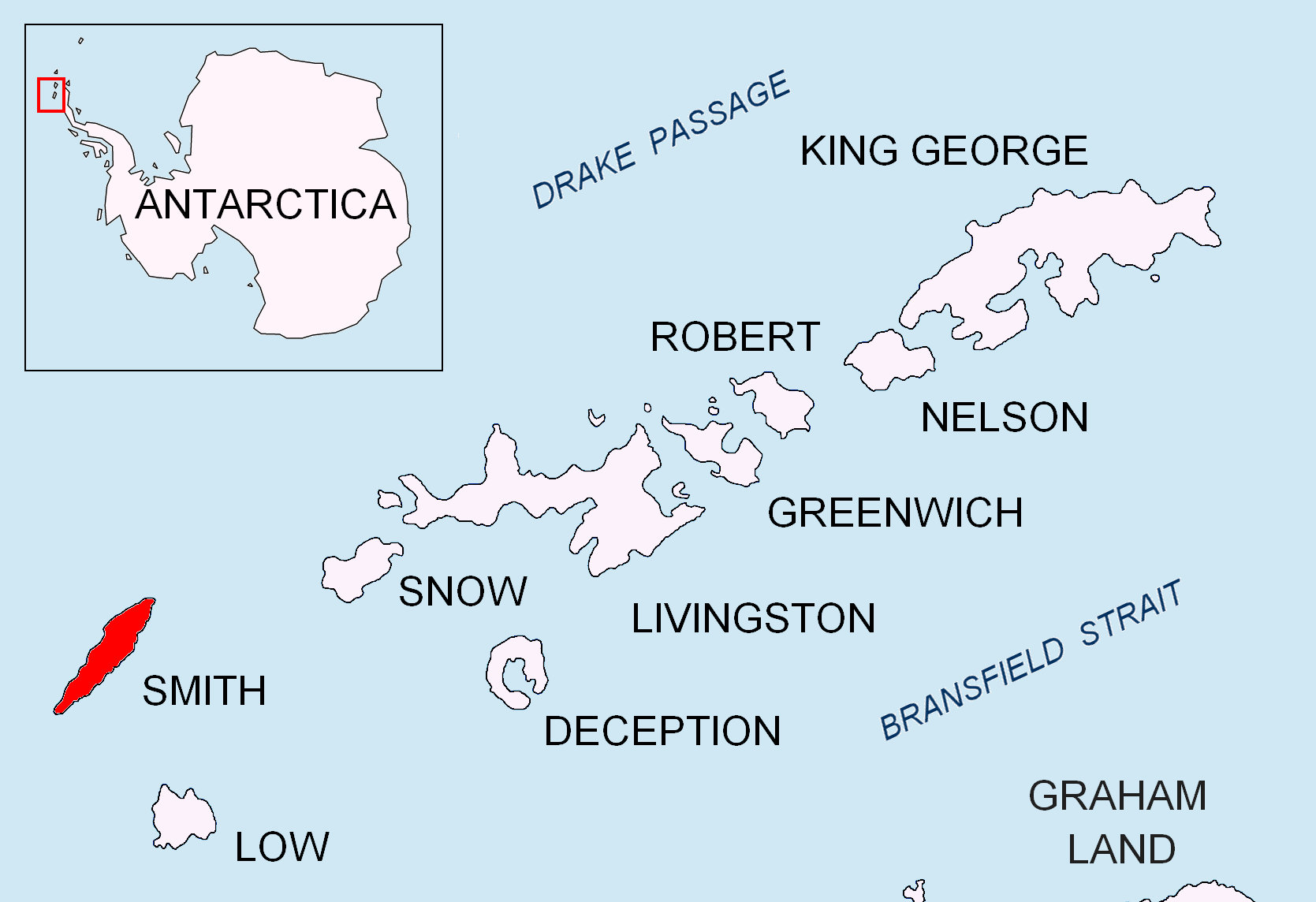
Localizzazione dell'Isola Smith, nelle Isole Shetland Meridionali.

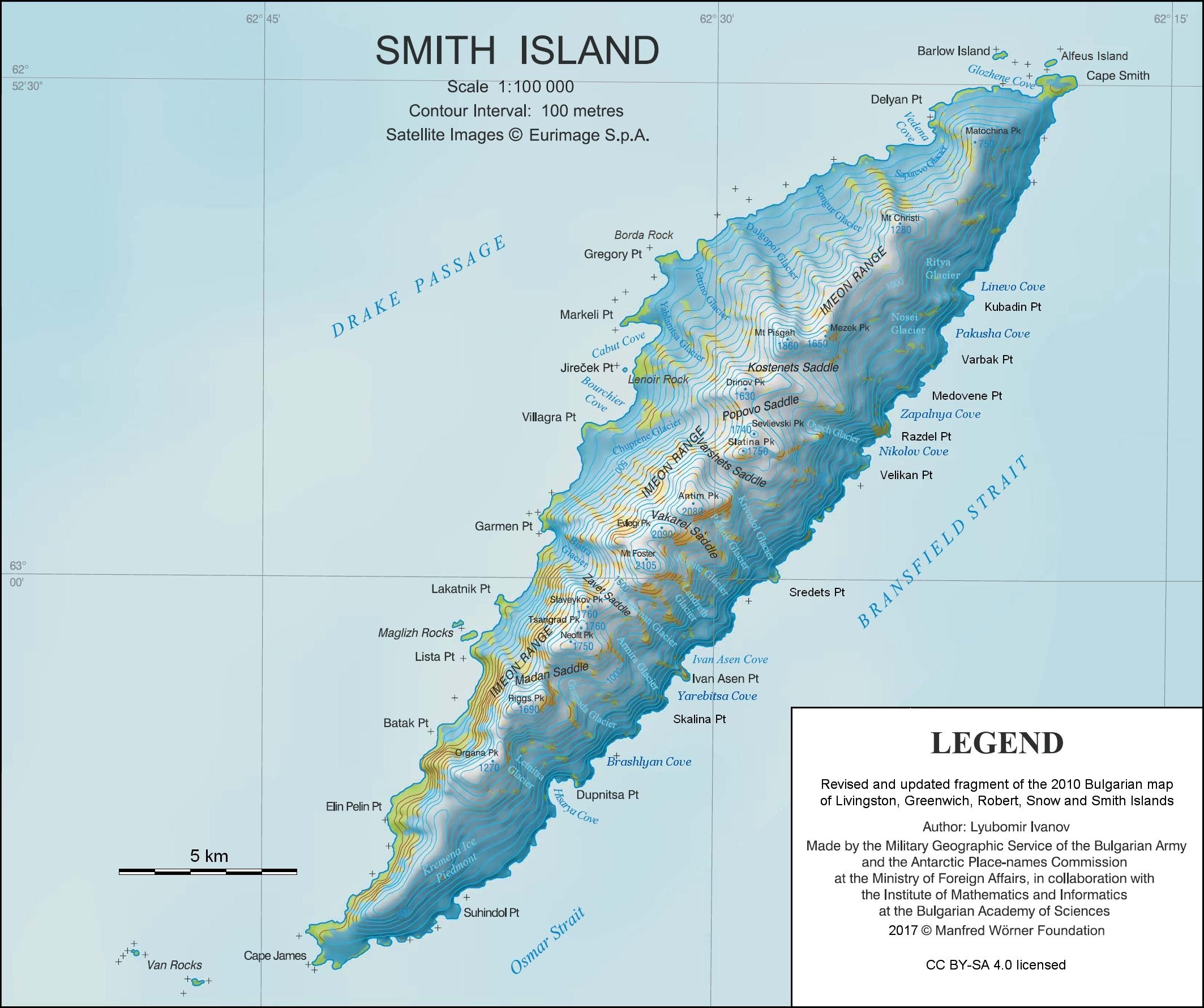
Mappa topografica dell'Isola Smith. Il Ghiacciaio Pashuk si trova nella parte centrale dell'immagine, verso la costa orientale dell'isola.

Il Ghiacciaio Pashuk (in lingua bulgara: ледник Рупите, Lednik Pashuk) è un ripido ghiacciaio antartico, lungo 2,7 km e largo 600 m, che drena le pendici sudorientali dell'Imeon Range, catena montuosa che occupa la parte interna dell'Isola Smith, che fa parte delle Isole Shetland Meridionali, in Antartide.

## Localizzazione
Il ghiacciaio fluisce in direzione sudest dalla Vakarel Saddle tra i crinali laterali dell'Antim Peak e dell'Evlogi Peak che lo separano dal Ghiacciaio Krivodol a nord e dal Ghiacciaio Rupite a sud, e va a sfociare nello Stretto di Bransfield a sudovest di Sredets Point.
Il ghiacciaio è centrato alle coordinate 62°59′45″S 62°30′00″W. Mappatura bulgara del 2009. 

## Denominazione
La denominazione è stata assegnata dalla Commissione bulgara per i toponimi antartici in onore del canadese Keri Pashuk, skipper del veliero Northanger, che fornì supporto logistico per la prima ascesa al Monte Foster (2105 m) nel 2009.

## Mappe
- Chart of South Shetland including Coronation Island, &c. from the exploration of the sloop Dove in the years 1821 and 1822 by George Powell Commander of the same. Scale ca. 1:200000. London: Laurie, 1822.
- L.L. Ivanov. Antarctica: Livingston Island and Greenwich, Robert, Snow and Smith Islands. Scale 1:120000 topographic map. Troyan: Manfred Wörner Foundation, 2010. ISBN 978-954-92032-9-5 (First edition 2009. ISBN 978-954-92032-6-4)
- South Shetland Islands: Smith and Low Islands. Scale 1:150000 topographic map No. 13677. British Antarctic Survey, 2009.
- Antarctic Digital Database (ADD). Scale 1:250000 topographic map of Antarctica. Scientific Committee on Antarctic Research (SCAR). Since 1993, regularly upgraded and updated.
- L.L. Ivanov. Antarctica: Livingston Island and Smith Island. Scale 1:100000 topographic map. Manfred Wörner Foundation, 2017. ISBN 978-619-90008-3-0